# Eugeniusz Miniszewski
Eugeniusz Jerzy Miniszewski (ur. 22 listopada 1912 w Warszawie, zm. 22 kwietnia 2011 w Turku) – polski nauczyciel, poseł na Sejm PRL II kadencji.

## Życiorys
Syn Albina i Wacławy. Uzyskał wykształcenie wyższe na Uniwersytecie Warszawskim. W latach 1937–1939 pracował w banku w Warszawie. W czasie okupacji niemieckiej brał udział w tajnym nauczaniu. Po upadku powstania warszawskiego został wywieziony w okolicę Skawiny. Po zakończeniu II wojny światowej został nauczycielem w gimnazjum w Rypinie, a następnie w Liceum Ogólnokształcącym im. Tadeusza Kościuszki w Turku, w którym pełnił funkcję dyrektora od 1951 do 1974. Należał do Związku Nauczycielstwa Polskiego, w 1948 wstąpił do Polskiej Zjednoczonej Partii Robotniczej. Z ramienia PZPR pełnił mandat radnego Powiatowej Rady Narodowej w Turku, w 1957 uzyskał mandat posła na Sejm PRL II kadencji z okręgu Kalisz. W parlamencie pracował w Komisji Handlu Wewnętrznego oraz Komisji Oświaty i Nauki.
W 1955 odznaczony Medalem 10-lecia Polski Ludowej.
Pochowany na starym cmentarzu parafialnym w Turku.